# Ivan VIII. Drašković
Ivan Drašković Trakošćanski (?, 1740. — Varaždin, 21. veljače 1787.), hrvatski grof i pukovnik iz velikaške obitelji Draškovića Trakošćanskih. Istaknuo se u Sedmogodišnjem ratu i Ratu za bavarsko nasljeđe. Najzaslužniji je za pojavu organiziranoga slobodnog zidarstva u Hrvatskoj.

## Životopis
Rodio se u obitelji podmaršala i grofa Josipa Kazimira i Suzane Malatinski. Sudjelovao je u Sedmogodišnjem ratu (1756. – 1763.) gdje biva ranjen i zarobljen. Upoznao se sa slobodnim zidarstvom i postao član reda tijekom zarobljeničkih dana u Augsburgu. Nakon oslobođenja iz zarobljeništva obnašao je časničku dužnost u Glini, gdje je 1770. godine ustanovio prvu hrvatsku masonsku ložu "Ratno prijateljstvo", koja je u početku djelovala na francuskom jeziku, a kasnije na latinskom.
Godine 1773. imenovan je pukovnikom Prve banske krajiške pukovnije u Glini, a 1776. premješten je u Erdelj, odakle se uskoro povlači u mirovinu. Godine 1778. reaktivira se u vojnu službu u činu pukovnika i sudjeluje sa svojom četom u Ratu za bavarsko nasljeđe, da bi se 1783. godine umirovio iz vojne službe i posvetio upravljanju svojih imanja.
Godine 1778. postao je velikim meštrom Velike pokrajinske lože Hrvatske.

## Obitelj
Oženio je Eleonoru Felicitu Malatinski s kojom je imao dvoje djece:
- Janko Drašković (1770. – 1856.), grof, narodni preporoditelj
- Juraj V. Drašković (1773. – 1849.), grof, kulturni djelatnik